# Caius Laecanius Bassus Caecina Paetus
Caius Laecanius Bassus Caecina Paetus est un sénateur et un homme politique de l' Empire romain.

## Biographie
Caius Laecanius Bassus Caecina Paetus est le fils de Aulus Caecina Paetus, consul suffect en 37, et a été adopté par Caius Laecanius Bassus, consul en 64, avant son consulat de 70,.
Il est consul suffect de novembre à décembre 70 avec pour collègue Lucius Annius Bassus ; ensuite, il est attesté comme proconsul d'Asie en 80/81. Après son proconsulat, il devient curateur des aqueducs de Rome.
Il est le père de Caius Laecanius Bassus Caecina Flaccus, décédé à Brundisium en Calabre, à l'âge de 18 ans.